# Claus Peter Wittig
Claus Peter Wittig (1949 in Jettingen – 2007) war ein deutscher Maler und Grafiker.

## Leben und Werk
Wittig ist im Landkreis Günzburg geboren und absolvierte eine Lehre als Bankkaufmann, bevor er 1978 an der Fachhochschule Köln ein Studium der freien Kunst abschloss. Anschließend studierte er an der Universität zu Köln Philosophie, politische Wissenschaften und Pädagogik. Zwischen 1981 und 1984 organisierte er mit Jiří Georg Dokoupil den Kunstraum „Im Klapperhof“.
Wittig entstammt dem Umfeld der Neuen Wilden in Köln und Düsseldorf. Er lebte und arbeitete in Köln.

## Ausstellungen
- 1999: Melancholie und Eros in der Kunst der Gegenwart Städtische Galerie Delmenhorst, Delmenhorst
- 1977: documenta 6, Kassel